# إد ماكغي
إد ماكغي (بالإنجليزية: Ed McGhee)‏ هو لاعب كرة قاعدة أمريكي، ولد في 29 سبتمبر 1924 في بيري في الولايات المتحدة، وتوفي في 13 فبراير 1986 في ممفيس في الولايات المتحدة.

## وصلات خارجية
- إد ماكغي على موقعبيزبول رفرنس.كوم (الدوري الرئيسي) (الإنجليزية)